# Dendrobium mooreanum
Dendrobium mooreanum är en orkidéart som beskrevs av John Lindley. Dendrobium mooreanum ingår i släktet Dendrobium, och familjen orkidéer.
Artens utbredningsområde är Vanuatu. Inga underarter finns listade i Catalogue of Life.